# Mercedes-Benz W111
Seria W111 a fost primul model de clasă mare, din seria „Coadă de rândunică”, a Mercedes-Benz.

## Limuzina

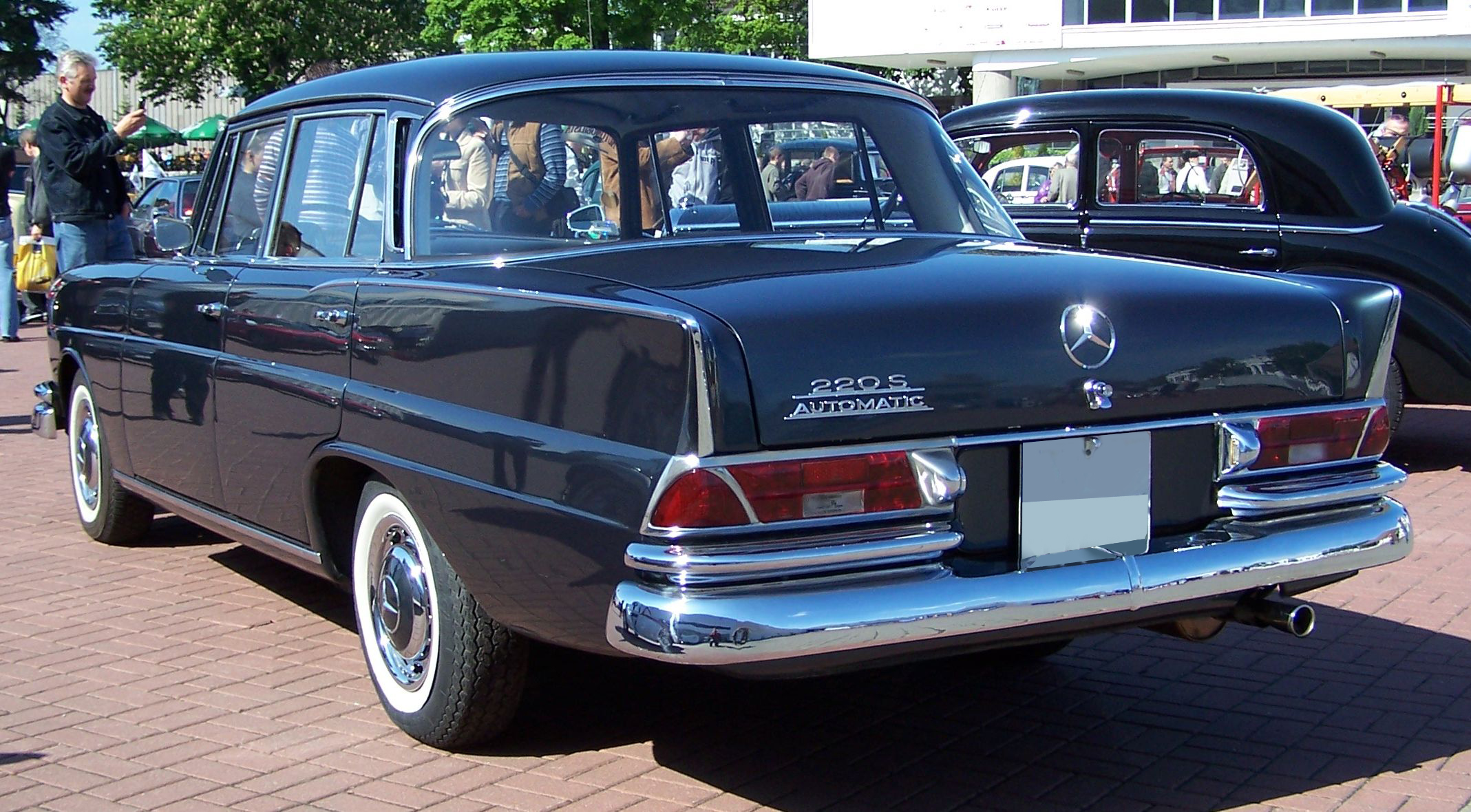
Mercedes 220 S

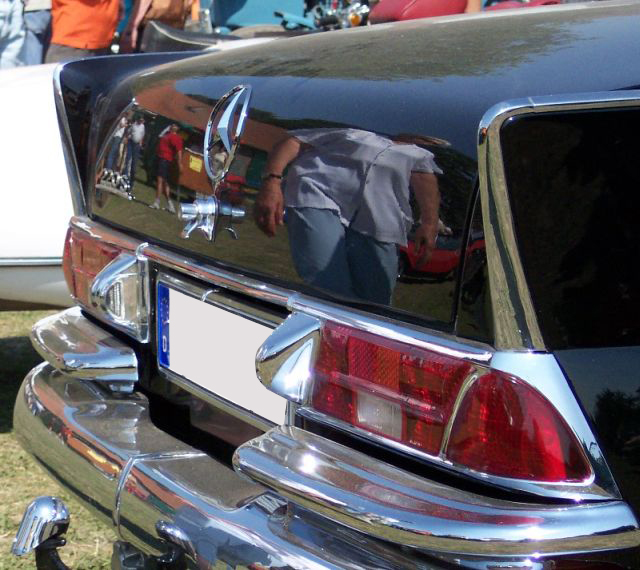
Detaliul marcant: „Coada de Rândunică" cromată a limuzinei

„Coada de rândunică” era menită, conform producătorului, să ajute la parcare, marcând clar colțurile mașinii. Seria W111 a urmat seriei W105 si W180. Linia sa elegantă a fost creată de designerul Mercedes-Benz de la acea vreme, Karl Wilfert. Una dintre caracteristicile principale ale caroseriei era nivelul ridicat de siguranță pasivă. A fost prima caroserie al cărei habitaclu era o „cușcă rigidă” și care avea zone deformabile. 
Producția a început în August 1959, cu modelele 220 (b), 220S (b), 220SE(b), iar începând cu 1965 s-a produs modelul 230S. Acest model avea suspensia spate hidro-pneumatică. Modelul 220 SE a fost primul model de serie de la Mercedes-Benz care avea frâne pe disc pe puntea față. Motoarele limuzinelor aveau 6 cilindri în  linie și puteri intre 95 și 120 de cai putere. 220 b cu 95 CP, 220Sb cu 105CP, 220S cu 110CP, 220SE și 230S cu 120CP. Modelul 230S nu avea sistemul complex de injecție, cu pompă cu două pistoane și distribuitor triplu. Creșterea puterii cu 10 CP s-a realizat, în schimb, prin creșterea cilindreei la 2.3 litri.
Litera b din denumirea 220b si 220Sb diferenția seria „Coadă de rândunică” din 1959, de modelele cu nume asemănător din seria „Ponton”. Versiunea de bază 220b avea, spre deosebire de variantele cu putere mai mare, stopurile mai mici, cu mai puține ornamente cromate și nu avea bară de protecție dublă.
Pe lângă seria W111 au mai existat două modele „Coadă de rândunică”: pe de-o parte seria W110 produsă începând cu anul 1961, care avea un ampatament cu 14.5 cm mai scurt, precum și varianta W112, a modelului 300 SE pe care a fost montat motorul din aluminiu M 189, al modelului 300 d ( W189) și suspensia pneumatică, și care era modelul de top din seria „Coadă de rândunică”. Rezervată modelului 300 a fost și varianta mai lungă cu 10 cm, „300 SE lang”, care este foarte greu de găsit.
Producția limuzinelor 220b, 220Sb si 220Seb a încetat în anul 1965. Doar modelul 230S a mai fost produs până în anul 1968. Succesorul acestei serii a fost seria W108/ W109 produsă începând cu anul 1965.

## Coupe si Cabrio
In seriile W111 si W112 intrau, pe langă limuzinele „Coadă de rândunică”, si modelele coupe si decapotabile, care aveau caroseria rotunjită si coada puțin evidențiată. Modelul 220 SE(b) Coupe a fost prezentat în 24 februarie 1961, cu ocazia inaugurării muzeului Daimler-Benz din Unterturkheim.
Din seria W111 existau, la început, variante coupe si decapotabile, cu aceeași platformă tehnică ca si a limuzinei 220 SE, denumite 220 SEb/C. Spre deosebire de seria anterioară, coupe-ul era bazat pe limuzina de lungime normală fiind, astfel, un coupe cu 4 locuri. Coupe-ul si limuzina aveau multe puncte în comun din punct de vedere stilistic, si totuși nu se putea folosi nici o piesă a limuzinei pentru variantele coupe si decapotabile.
Pentru variantele coupe si decapotabile s-au fabricat de patru ori mai multe piese, în mod manual. Aceste modele erau ultimele modele fabricate de Mercedes-Benz manual, si aveau un preț aproape dublu în comparație cu limuzinele.

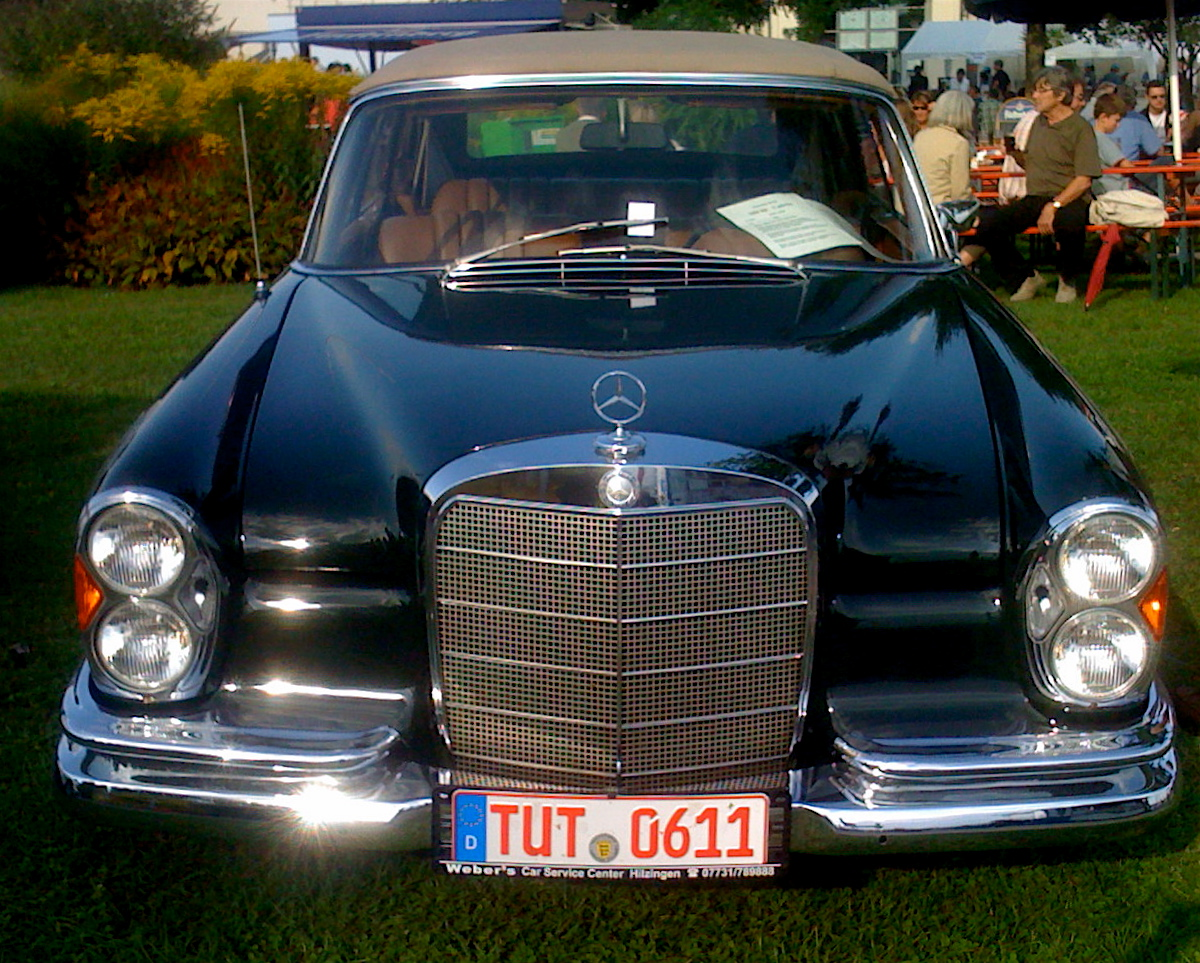
Mercedes-Benz 250 SE Cabrio din anul 1968

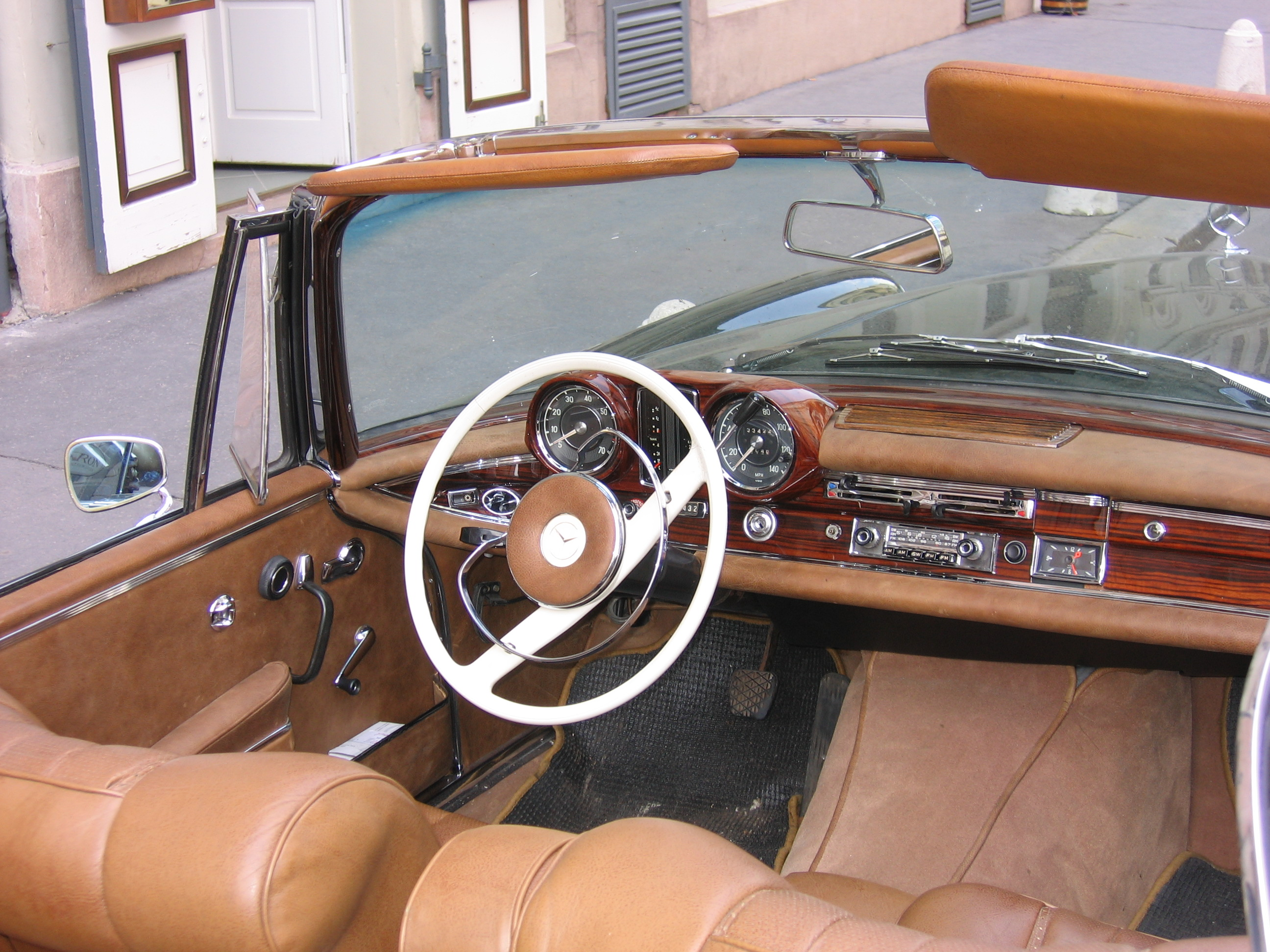
Interior Cabrio

Modelul 220 SEb/C a fost primul model Mercedes-Benz, de serie, care avea frâne pe disc, pe puntea fată. Referința „SE(b)/C” era unică, deoarece marca diferența fată de modelul anterior, Ponton ( SE(a) ), pe de-o parte, dar la care s-a renunțat odată cu producerea modelului 250 SE Coupe.
Începând cu anul 1965 s-au fabricat modelele 250 SE Coupe, cu 150 CP si motoarele din seria W108 / W109. Acestea, precum si modelele de 3 litri, au avut parte de jantele de 14 inch  si discurile de frâna mai mari, specifice limuzinelor de clasa mare, din seria W108. în anul 1967, Mercedes a scos un nou motor de 2.8 litri si 160 CP. Prin urmare, noul model W111 se numea 280 SEC. Odată cu aceasta varianta s-a modificat si interiorul puțin. Furnirul care acoperea bordul a fost înlocuit cu piele, iar manetele sistemului de încălzire au fost făcute din plastic, în loc de crom.  Un nou facelift al seriei W111 s-a făcut în 1969, odată cu introducerea motorului V8, de 3.5 litri si 200 CP, când partea frontala a primit o capota mai plata si o masca mai îngusta pentru radiator. Modelele au fost diferențiate prin denumirea „Radiator înalt” si „Radiator plat”. Modele 280 SE Coupe 3.5 sunt cele mai populare modele ale acestei serii. Modelele 300 SE Coupe si 300 SE Cabriolet, vândute în aceeași perioada, si care au fost create, intr-o oarecare măsura, din piese combinate, au avut un rol minor, judecând după numărul de mașini vândute. 
Modelele 220 SEb au avut mai multe ornamente pe caroserie, si conțineau si elemente tehnice ale variantei 300 SE.  în consecința, noile modele exclusiviste care aparțineau seriei W112, erau dotate cu o serie noutati tehnologice. Din dotările de baza făceau parte un motor de 3.0 litri, din aluminiu, o cutie automata cu patru trepte, servo-direcție, suspensii pneumatice, precum si un sistem de frâna cu doua circuite si discuri pe ambele punți. Decorațiunile suplimentare constau dintr-o bara cromata care ajungea de la faruri pana la stopuri, precum si niște elemente pronunțate, în jurul aripilor si al pragurilor. Din Martie 1963, variantele 300 SE Coupe, Cabrio si limuzinele puteau fi livrate si cu o transmisie manuala cu patru viteze. în acest caz prețul era mai redus cu 1400 de mărci germane. în 1964 puterea motorului a crescut la 125 KW ( 170 CP ). Schimbarea sistemului de injecție, cu o pompa cu 6 pistoane a facilitat aceasta creștere.
In Mai 1971 au fost produse ultimele modele Coupe si Cabrio, cu motoare cu șase cilindri, iar în Iulie a fost oprita complet producția modelelor Coupe si Cabrio din seriile W111 si W112, după mai mult de 10 ani de producție, prin renunțarea la modelele cu 8 cilindri. Astfel a încetat, deocamdată, producția de modele coupe si cabrio, din clasa S, dat fiind faptul ca seria W 116 a fost produsa doar sub forma de limuzina. în total au fost produse 28.918 unitati coupe si 7013 unitati cabrio, în fabrica din Sindelfingen. Cea mai mare cifra de producție a atins-o modelul 220 SE(b) Coupe, cu 14173 unitati.
Deși, în timpul producției, modelele cabrio costau cu aproximativ 10% în plus decât cele coupe, în ziua de azi au un preț dublu.

## Combi
In listele oficiale de vânzare a existat, în anii 1966 si 1967, Combi-ul „Universal”.
Modelele fabricate, începând cu anul 1965 sub licența Daimler-Benz, la I.M.A în Mechelen ( Belgia ), sub numele „Universal”, după standardele de calitate Mercedes, erau inițial doar break-uri. La începutul anului 1965, singurul model disponibil era modelul 190D, din seria W110. Mai târziu au fost oferite trei modele „mici”: 200, 200D, 230 si un singur model „mare” ( W111) 230S. în total au fost produse 2754 combi-uri IMA-Universal.  în număr mic, au fost produse la IMA si limuzine din seria W111. Mai târziu s-au produs si limuzine din seria W115, însa fabrica a dat faliment în 1968.
Combi-urile IMA sunt singurele combi-uri oficiale din seria W110-W111. Alte modele combi erau considerate modificări. Restaurările arata ca protecția anticoroziva nu s-a ridicat la nivelul modelelor produse în Sindelfingen.
Pe langa limuzine, coupe-uri si decapotabile au existat si modele speciale ale seriei W110-W11, precum salvări, dricuri si combi-uri. Majoritatea acestor modele au fost produse în fabrica din Sindelfingen, fara plafon, luneta si portbagaj, si livrate către carosieri externi. Binz din Lorch ( Wurttemberg ) si Christian Miesen din Bonn, făceau ambulante, dricuri, „dubite” si combi-uri.
Pollmann, Rappold, Welsch, Stolle, Pilato si alte companii fabricau, majoritar, dricuri. Intr-un număr foarte mic au fost fabricate, pe langa mașini utilitare, si break-uri la fabricile Jauernig ( Austria ), Marbach ( Elvetia), Movauto ( Portugalia) si Hagele. Si Jacques Coune, din Bruxelles a prezentat, la târgul auto din anul 1964, un break bazat pe seria W111-014.

## Siguranța
Mercedes-Benz a pus preț pe siguranța. Astfel, seria W111, avea zone deformabile în fata si în spate, fiind o premiera pentru automobile. Aceasta idee a aparținut inginerului Bela Barenyi. Zonele deformabile erau menite sa asigure siguranța cabinei pasagerilor, în cazul unui accident. în plus, seria W111 avea si așa-numite „yale cu pana”. în cazul unui accident ușile nu se puteau deschide; acest lucru dădea o siguranța mai mare cabinei pasagerilor. De asemenea, pasagerii nu puteau sa cada din mașina. La automobile dotate cu centuri de siguranța, acest lucru oricum nu era posibil, însa nu orice W111 avea centuri de siguranța.
Si în interior existau anumite elemente de siguranța. Volanul avea o placa de contact, acoperita cu o suprafața moale. în plus, coloana de direcție avea un element din plastic, deformabil, intre volan si coloana de direcție,in sine. Acest element trebuia sa permită coloanei de direcție sa se deformeze, fara a se apropia de șofer. Si bordul era deformabil si avea elemente de control ascunse.

## Apariții în filme

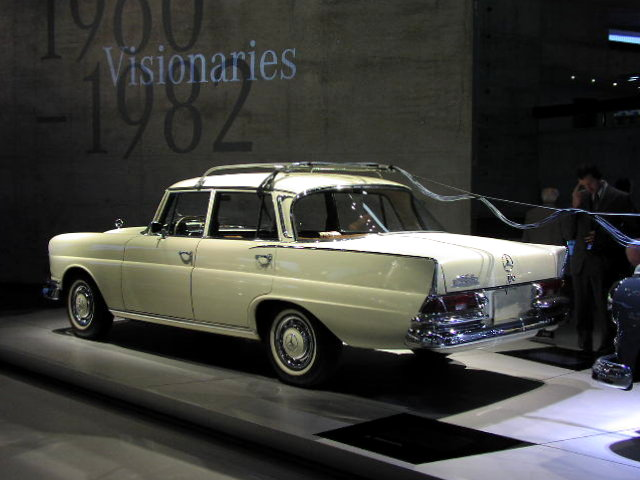
Masina de test in Museul Mercedes-Benz

- Thrillerul Marathon Man, al regizorului John Schlesinger, din anul 1976, unul dintre personajele principale, Klaus Szell, conduce un W111. Klaus Szell moare intr-un accident, după ce lovește o cisterna.
- In serialul Um Himmels Willen, călugăritele de la manastirea Kaltental conduc un W111.
- In filmul „Der Richter und sein Henker”, din 1975 apare o limuzina neagra din seria W111. Aceasta este condusa de Robers Schmied, respectiv Walter Tschanz.
- In filmul „The Hangover” apare un W111 auriu, decapotabil.

## Date tehnice
| Model                | Productie  | Tip     | Tip Motor         | Capacitate Cilindrica | Putere           | Bucati produse |
|                      | aprox.     |         |                   | [cm³]                 | [PS]/[kW]        |                |
| 220 Limousine        | 8/59–8/65  | 111.010 | M 180.940/R 6     | 2195                  | 95/70            | 69.691         |
| 220 S Limousine      | 8/59–8/65  | 111.012 | M 180.941/R 6     | 2195                  | 105/110 // 77/81 | 161.119        |
| 220 SE Limousine     | 8/59–8/65  | 111.014 | M 127.982/R 6     | 2195                  | 120/88           | 66.086         |
| 220 SE Coupé         | 2/61–10/65 | 111.021 | M 127.984/R 6     | 2195                  | 120/88           | 14.173         |
| 220 SE Cabriolet     | 9/61–10/65 | 111.023 | M 127.984/R 6     | 2195                  | 120/88           | 2729           |
| 230 S Limousine      | 7/65–1/68  | 111.010 | M 180.947/951/R 6 | 2295                  | 120/88           | 41.107         |
| 250 SE Coupé         | 9/65–12/67 | 111.021 | M 129.980/981/R 6 | 2496                  | 150/110          | 5259           |
| 250 SE Cabriolet     | 9/65–12/67 | 111.023 | M 129.980/984/R 6 | 2496                  | 150/110          | 954            |
| 280 SE Coupé         | 11/67–5/71 | 111.024 | M 130.980/984/R 6 | 2778                  | 160/118          | 3797           |
| 280 SE Cabriolet     | 11/67–5/71 | 111.025 | M 130.980/984/R 6 | 2778                  | 160/118          | 1390           |
| 280 SE 3.5 Coupé     | 11/69–7/71 | 111.026 | M 116.980/990/V 8 | 3499                  | 200/147          | 3270           |
| 280 SE 3.5 Cabriolet | 11/69–7/71 | 111.027 | M 116.980/990/V 8 | 3499                  | 200/147          | 1232           |